# Hit Me Like a Man
| Recensione  | Giudizio |
| ----------- | -------- |
| AllMusic    | [ 1 ]    |
| Digital Spy | [ 2 ]    |

Hit Me Like a Man è il secondo EP del gruppo alternative rock statunitense The Pretty Reckless. È stato pubblicato il 6 marzo 2012, dalla Interscope Records.

## Il disco
Contiene tre nuovi brani, oltre che a due versioni live di due brani estratti dall'album di debutto della band Light Me Up.
L'EP si è classificato al 44º posto nella classifica Billboard Top Rock Albums negli Stati Uniti.

## Tracce
Testi e musiche di Ben Philips e Taylor Momsen, eccetto dove diversamente specificato.
1. Make Me Wanna Die (Live in London) – 4:12 (K. Khandwala, T. Momsen, B. Philips)
2. Hit Me Like a Man – 3:33
3. Under the Water – 4:03
4. Since You're Gone (Live in London) – 3:25 (K. Khandwala, T. Momsen, B. Philips)
5. Cold Blooded – 4:43

## Formazione
The Pretty Reckless
- Taylor Momsen – voce
- Ben Phillips – chitarra, tastiere, cori nella tracce 1, 4; voce nella traccia 5
- Mark Damon – basso
- Jamie Perkins – batteria, percussioni

Altri musicisti
- Jeff Kazee - organo nella traccia 5

Tecnici
- Kato Khandwala – produttore, missaggio
- Brian Robbins – ingegneria del suono

## Classifiche
| Classifica (2021)             | Posizione Massima |
| ----------------------------- | ----------------- |
| Stati Uniti (Top Rock Albums) | 44                |